# Sopio Dashniani
Sopio Dashniani (Francia, 2003) es una deportista georgiana que compite en gimnasia en la modalidad de trampolín. Ganó una medalla de plata en el Campeonato Europeo de Gimnasia en Trampolín de 2022, en la prueba por equipo.

## Palmarés internacional
| Campeonato Europeo | Campeonato Europeo | Campeonato Europeo | Campeonato Europeo |
| Año                | Lugar              | Medalla            | Prueba             |
| ------------------ | ------------------ | ------------------ | ------------------ |
| 2022               | Rímini (Italia)    | Medalla de plata   | Equipo             |